# Juan Manuel Benites
Juan Manuel Benites Ramos es un economista peruano. Fue Ministro de Agricultura y Riego del Perú, desde el 24 de febrero de 2014 hasta el 28 de julio de 2016 durante el gobierno de Ollanta Humala.

## Biografía
Es economista de profesión por la Universidad del Pacífico y la Pontificia Universidad Católica de Chile. Especializado en temas de inversión pública y desarrollo rural.
Ejerció importantes cargos en el Ministerio de Economía y Finanzas y en el de Agricultura y Riego, donde, de junio de 2013 a febrero de 2014 fue Viceministro de Desarrollo e Infraestructura Agraria y Riego.
Ha sido también consultor de gobiernos y organismos internacionales, como el Banco Interamericano de Desarrollo y el  Banco Mundial, así como en el Programa de las Naciones Unidas para el Desarrollo (PNUD).
Se ha desempeñado además como catedrático en escuelas de posgrado, en materia de inversión y gasto social, en la Pontificia Universidad Católica del Perú, la Universidad Nacional de Ingeniería y la Universidad Peruana Cayetano Heredia.
El 24 de febrero de 2014 juró como Ministro de Agricultura y Riego del Perú ante el presidente Ollanta Humala, en reemplazo de Milton von Hesse.